# Морроу, Энтони
Энтони Джаррэд Морроу (англ. Anthony Jarrad Morrow; род. 27 сентября 1985 года в Шарлотт, Северная Каролина, США) — американский профессиональный баскетболист, в последнее время выступавший за команду Национальной баскетбольной ассоциации «Чикаго Буллз». Играет на позиции атакующего защитника.

## Студенческая карьера
По окончании Латинской школы в городе Шарлотте Северная Каролина он учился в технологическом институте Джорджии, где выступал за баскетбольную команду.
В сезоне 2004/2005 он сыграл 31 матч. В них Энтони Морроу проводил в среднем на площадке 12,7 минуты, набирал в среднем 5,7 очков, делал в среднем 1,9 подбора, а также в среднем 0,5 перехватов и 0,3 блок-шота, допускал 0,5 потери, отдавал в среднем 0,4 передачи.
В сезоне 2005/2006 он сыграл 28 матчей. В них Энтони Морроу проводил в среднем на площадке 32,2 минут, набирал в среднем 16,0 очков, делал в среднем 4,5 подбора, а также в среднем 1,1 перехвата и 0,2 блок-шота, допускал 2,3 потери, отдавал в среднем 1,6 передачи.
В сезоне 2006/2007 он сыграл 32 матча. В них Энтони Морроу проводил в среднем на площадке 20,7 минут, набирал в среднем 9,9 очков, делал в среднем 2,7 подбора, а также в среднем 0,6 перехвата и 0,1 блок-шота, допускал 0,8 потери, отдавал в среднем 0,9 передачи.
В сезоне 2007/2008 он сыграл 32 матча. В них Энтони Морроу проводил в среднем на площадке 29,7 минут, набирал в среднем 14,3 очков, делал в среднем 4,1 подбора, а также в среднем 1,1 перехвата и 0,3 блок-шота, допускал 1,0 потерю, отдавал в среднем 1,1 передачу.

## Карьера в НБА
25 июля 2008 года после того, как его не выбрали на драфте НБА 2008 года, Энтони Морроу подписал контракт с «Голден Стэйт Уорриорз». В своем дебютном матче в НБА против «Лос-Анджелес Клипперс» он сделал дабл-дабл: набрал 37 очков, реализовав 15 бросков с игры из 20, и собрал 11 подборов. Энтони Морроу закончил сезон 2008/2009 в качестве первого новичка в лиге, который лидировал в проценте реализации трёхочковых бросков с результатом 0,467. Он забил 86 трехочковых бросков из 184 попыток.
13 июля 2010 года Энтони Морроу был обменян в «Нью-Джерси» за будущее право выбора во втором раунде драфта НБА.
По окончании сезона 2010/2011 Энтони Морроу занимает второе место в истории НБА после Стива Керра по проценту реализации трёхочковых бросков.
11 июля 2012 года Морроу вместе с Джорданом Уильямсом, Жоаном Петро, Дешоном Стивенсоном и Джорданом Фармаром был обменян в «Хоукс» на Джо Джонсона.
21 февраля 2013 года он был обменян в «Даллас Маверикс».
12 июля 2014 года Морроу подписал трёхлетний контракт с «Оклахома-Сити Тандер» на 10 миллионов долларов.

## Статистика

### Статистика в НБА
| Сезон                                                                                    | Команда       | Регулярный сезон | Регулярный сезон | Регулярный сезон | Регулярный сезон | Регулярный сезон | Регулярный сезон | Регулярный сезон | Регулярный сезон | Регулярный сезон | Регулярный сезон | Регулярный сезон | Серия плей-офф | Серия плей-офф | Серия плей-офф | Серия плей-офф | Серия плей-офф | Серия плей-офф | Серия плей-офф | Серия плей-офф | Серия плей-офф | Серия плей-офф | Серия плей-офф |
| Сезон                                                                                    | Команда       | GP               | GS               | MPG              | FG%              | 3P%              | FT%              | RPG              | APG              | SPG              | BPG              | PPG              | GP             | GS             | MPG            | FG%            | 3P%            | FT%            | RPG            | APG            | SPG            | BPG            | PPG            |
| ---------------------------------------------------------------------------------------- | ------------- | ---------------- | ---------------- | ---------------- | ---------------- | ---------------- | ---------------- | ---------------- | ---------------- | ---------------- | ---------------- | ---------------- | -------------- | -------------- | -------------- | -------------- | -------------- | -------------- | -------------- | -------------- | -------------- | -------------- | -------------- |
| 2008/09                                                                                  | Голден Стэйт  | 67               | 17               | 22,6             | 47,8             | 46,7             | 87,0             | 3,0              | 1,2              | 0,5              | 0,2              | 10,1             | Не участвовал  | Не участвовал  | Не участвовал  | Не участвовал  | Не участвовал  | Не участвовал  | Не участвовал  | Не участвовал  | Не участвовал  | Не участвовал  | Не участвовал  |
| 2009/10                                                                                  | Голден Стэйт  | 69               | 37               | 29,2             | 46,8             | 45,6             | 88,6             | 3,8              | 1,5              | 0,9              | 0,2              | 13,0             | Не участвовал  | Не участвовал  | Не участвовал  | Не участвовал  | Не участвовал  | Не участвовал  | Не участвовал  | Не участвовал  | Не участвовал  | Не участвовал  | Не участвовал  |
| 2010/11                                                                                  | Нью-Джерси    | 58               | 47               | 32,0             | 45,0             | 42,3             | 89,7             | 3,0              | 1,2              | 0,3              | 0,1              | 13,2             | Не участвовал  | Не участвовал  | Не участвовал  | Не участвовал  | Не участвовал  | Не участвовал  | Не участвовал  | Не участвовал  | Не участвовал  | Не участвовал  | Не участвовал  |
| 2011/12                                                                                  | Нью-Джерси    | 62               | 18               | 26,4             | 41,3             | 37,1             | 93,3             | 2,0              | 1,0              | 0,7              | 0,1              | 12,0             | Не участвовал  | Не участвовал  | Не участвовал  | Не участвовал  | Не участвовал  | Не участвовал  | Не участвовал  | Не участвовал  | Не участвовал  | Не участвовал  | Не участвовал  |
| 2012/13                                                                                  | Атланта       | 24               | 1                | 12,5             | 42,3             | 39,5             | 88,9             | 1,1              | 0,4              | 0,5              | 0,0              | 5,2              | Не участвовал  | Не участвовал  | Не участвовал  | Не участвовал  | Не участвовал  | Не участвовал  | Не участвовал  | Не участвовал  | Не участвовал  | Не участвовал  | Не участвовал  |
| 2012/13                                                                                  | Даллас        | 17               | 0                | 4,8              | 50,0             | 20,0             | 100,0            | 0,2              | 0,2              | 0,1              | 0,0              | 2,3              | Не участвовал  | Не участвовал  | Не участвовал  | Не участвовал  | Не участвовал  | Не участвовал  | Не участвовал  | Не участвовал  | Не участвовал  | Не участвовал  | Не участвовал  |
| 2013/14                                                                                  | Нью-Орлеан    | 76               | 9                | 18,8             | 45,8             | 45,1             | 82,8             | 1,8              | 0,8              | 0,5              | 0,2              | 8,4              | Не участвовал  | Не участвовал  | Не участвовал  | Не участвовал  | Не участвовал  | Не участвовал  | Не участвовал  | Не участвовал  | Не участвовал  | Не участвовал  | Не участвовал  |
| 2014/15                                                                                  | Оклахома-Сити | 74               | 0                | 24,4             | 46,3             | 43,4             | 88,8             | 2,6              | 0,8              | 0,7              | 0,1              | 10,7             | Не участвовал  | Не участвовал  | Не участвовал  | Не участвовал  | Не участвовал  | Не участвовал  | Не участвовал  | Не участвовал  | Не участвовал  | Не участвовал  | Не участвовал  |
| 2015/16                                                                                  | Оклахома-Сити | 68               | 6                | 13,6             | 40,8             | 38,7             | 74,4             | 0,9              | 0,4              | 0,3              | 0,1              | 5,6              | 14             | 0              | 5,5            | 45,8           | 35,7           | 100,0          | 0,1            | 0,1            | 0,1            | 0,0            | 2,6            |
| 2016/17                                                                                  | Оклахома-Сити | 40               | 7                | 15,7             | 38,6             | 29,4             | 88,5             | 0,7              | 0,5              | 0,6              | 0,1              | 5,8              | Не участвовал  | Не участвовал  | Не участвовал  | Не участвовал  | Не участвовал  | Не участвовал  | Не участвовал  | Не участвовал  | Не участвовал  | Не участвовал  | Не участвовал  |
| 2016/17                                                                                  | Чикаго        | 9                | 0                | 9,7              | 41,4             | 42,9             | 100,0            | 0,2              | 0,7              | 0,2              | 0,0              | 4,6              | 3              | 0              | 9,6            | 55,6           | -              | 100,0          | 1,0            | 0,7            | 0,0            | 0,0            | 4,0            |
|                                                                                          | Всего         | 564              | 142              | 21,8             | 44,7             | 41,7             | 88,0             | 2,2              | 0,9              | 0,6              | 0,1              | 9,4              | 17             | 0              | 6,2            | 48,5           | 35,7           | 100,0          | 0,3            | 0,2            | 0,1            | 0,0            | 2,9            |
| Наведите курсор мыши на аббревиатуры в заголовке таблицы, чтобы прочесть их расшифровку. |               |                  |                  |                  |                  |                  |                  |                  |                  |                  |                  |                  |                |                |                |                |                |                |                |                |                |                |                |

### Статистика в NCAA
| Сезон | Команда      | Conf  | Class | GP  | GS | MPG  | FG%  | 3P%  | FT%  | RPG | APG | SPG | BPG | PPG  |
| --- | ------------ | ----- | ----- | --- | -- | ---- | ---- | ---- | ---- | --- | --- | --- | --- | ---- |
| 2004/05 | Джорджия Тек | ACC   | FR    | 31  | 0  | 12,6 | 39,6 | 36,5 | 89,5 | 1,9 | 0,4 | 0,5 | 0,3 | 5,7  |
| 2005/06 | Джорджия Тек | ACC   | SO    | 28  | 28 | 32,2 | 44,3 | 42,9 | 88,7 | 4,5 | 1,6 | 1,1 | 0,2 | 16,0 |
| 2006/07 | Джорджия Тек | ACC   | JR    | 32  | 10 | 20,7 | 42,6 | 41,8 | 84,5 | 2,7 | 0,9 | 0,6 | 0,1 | 9,9  |
| 2007/08 | Джорджия Тек | ACC   | SR    | 32  | 32 | 29,7 | 45,8 | 44,8 | 85,9 | 4,1 | 1,1 | 1,1 | 0,3 | 14,3 |
| Всего | Всего        | Всего | Всего | 123 | 70 | 23,6 | 43,7 | 42,1 | 86,7 | 3,3 | 1,0 | 0,8 | 0,2 | 11,4 |
| Наведите курсор мыши на аббревиатуры в заголовке таблицы, чтобы прочесть их расшифровку Статистика приведена с сайта sports-reference.com |              |       |       |     |    |      |      |      |      |     |     |     |     |      |